# Pedro Chiamulera
Pedro Chiamulera, född 29 juni 1964, är en friidrottare från Brasilien. Han deltog vid olympiska sommarspelen 1992 och olympiska sommarspelen 1996.